# Михалёвка (Могилёвская область)
Михалёвка (бел. Міхалёўка) — деревня в составе Новобыховского сельсовета Быховского района Могилёвской области Белоруссии. До 2013 года в составе Нижнетощицкого сельсовета.

## Население
- 1982 год – 36 жителей
- 2010 год — 7 жителей